# Сен-Пале (Атлантические Пиренеи)
Сен-Пале́ (фр. Saint-Palais) — коммуна во Франции, в регионе Аквитания, департамент Атлантические Пиренеи.
Население — 1869 человек на 2009 год. Расположен примерно в 670 км на юго-запад от Парижа, соседние муниципалитеты: Аисири-Каму-Суаст на севере, на восток — Беаск-Лапист, Ларибар-Сорапюрю к юго-востоку, Уар-Микс на юге и Бери-Сур-Жуаёз на западе.

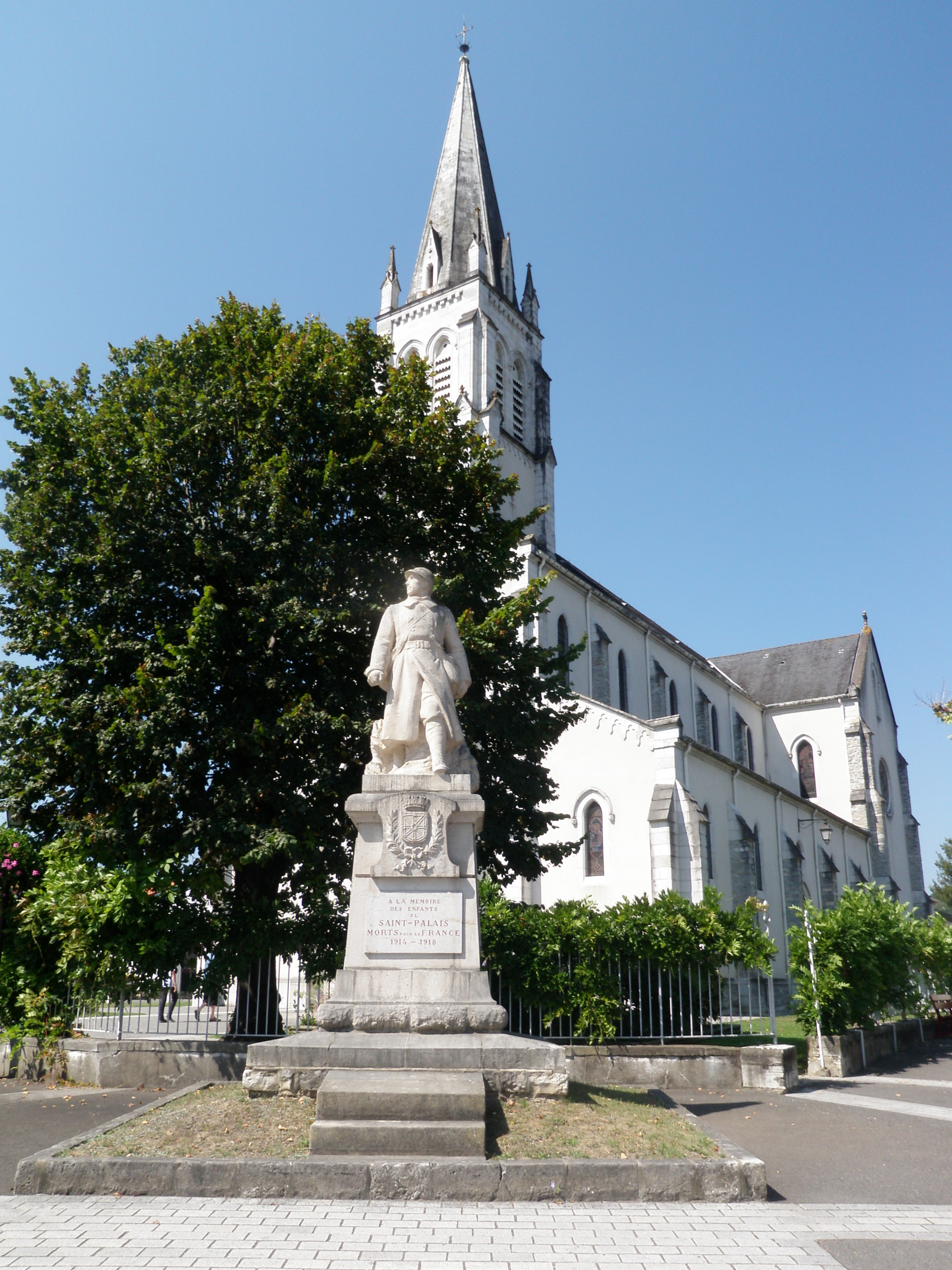
Церковь в Сен-Пале

### Динамика населения
| - 1793 — 730 жит. - 1800 — 747 жит. - 1806 — 890 жит. - 1821 — 1 133 жит. - 1831 — 1 354 жит. - 1836 — 1 445 жит. - 1841 — 1 619 жит. - 1846 — 1 741 жит. - 1851 — 1 784 жит. - 1856 — 1 645 жит. - 1861 — 1 579 жит. - 1872 — 1 697 жит. - 1876 — 1 882 жит. - 1881 — 1 907 жит. - 1886 — 1 983 жит. - 1891 — 1 957 жит. - 1896 — 1 949 жит. - 1901 — 1 836 жит. | - 1906 — 1 861 жит. - 1911 — 1 856 жит. - 1921 — 1 738 жит. - 1926 — 1 744 жит. - 1931 — 1 741 жит. - 1936 — 1 772 жит. - 1946 — 1 783 жит. - 1954 — 1 745 жит. - 1962 — 1 840 жит. - 1968 — 2 164 жит. - 1975 — 2 128 жит. - 1982 — 2 097 жит. - 1990 — 2 055 жит. - 1999 — 1 701 жит. - 2006 — 1 874 жит. - 2007 — 1 875 жит. - 2008 — 1 882 жит. - 2009 — 1 869 жит. |

Город-побратим — Сангуэса, Испания.